# مصطفی شعاعیان
مصطفی شعاعیان (زادهٔ ۱۱ اسفند ۱۳۱۴ – درگذشتهٔ ۱۶ بهمن ۱۳۵۴) نویسنده، فعال سیاسی چپگرا و مارکسیست دموکرات ایرانی بود. برخی او را نه تنها یک چریک که یک متفکر و روشنفکر می‌دانند. شعاعیان امروزه به عنوان تنها چپ مستقل دهه ۴۰ شناخته می‌شود. در ابتدای دههٔ ۱۳۵۰، او با کمک چندتن از همفکرانش گروه «جبهه دموکراتیک خلق» را سازمان داد.
نام مستعار او «رفیق سرخ» بود. شعاعیان در دوره بلوغ فکری خود جمعاً چهار کتاب و بیش از ۳۰ مقاله و بالغ بر ۳ هزار صفحه یادداشت نوشت که هیچگاه در ایران امکان پخش عمومی نیافت.

## زندگی
مصطفی شعاعیان در ۱۱ اسفند ۱۳۱۴ در محله آب‌انبار معیر در جنوب تهران به دنیا آمد. پدر او از فعالان و دوستداران نهضت جنگل بود. مصطفی با پشت سر گذاشتن کودکی سختی که داشت در سال ۱۳۳۷ در هنرسرای عالی فنی تهران (دانشگاه علم و صنعت کنونی) در رشته مهندسی جوشکاری ادامه تحصیل داد و در سال ۱۳۴۱ با مدرک فوق لیسانس فارغ‌التحصیل شد.
او در نامه‌ای خطاب به خسرو شاکری سرویراستار نشر مزدک (که عهده‌دار نشر آثارش در ایتالیا بود) آغاز فعالیت‌های سیاسی‌اش را چنین توصیف می‌کند: «در زمان دولت رزم آرا بود که دیگر به سیاست کشیده شدم، به دلایل ریشه‌ای که به گذشته‌های دورترم بازمی‌گشت به پان ایرانیسم کشیده شدم، پس از خیزش شهری –خیابانی ۱۳۳۱ از این سازمان جدا شدم، مرامی در کار نبود… با گذشت زمان و اندک مطالعه‌ای که پیگیری می‌کردم به سوی مارکسیسم کشیده شدم….»
در همان نامه دربارهٔ گرایشش به مارکسیسم می‌نویسد: «من سال‌ها و حتی روینده‌ترین روزگار زندگی ام را در گورستان‌ها و به ویژه در پهنهٔ خاموش مسگرآباد پلکیده‌ام بی اندوهمندی، ولی من در مسگرآباد مدفون نشدم. رویدادهای زندگی اجتماعی مرا به سوی مسگرآباد هل دادند تا در آنجا مدفونم کنند. مردهٔ من بدوش پاهایم به پهنهٔ مسگرآباد افتاد، لیکن جادوی دیالکتیک نگر: مسگرآباد مرا زنده از میان گورها بیرون انداخت.»

## فعالیت‌های سیاسی

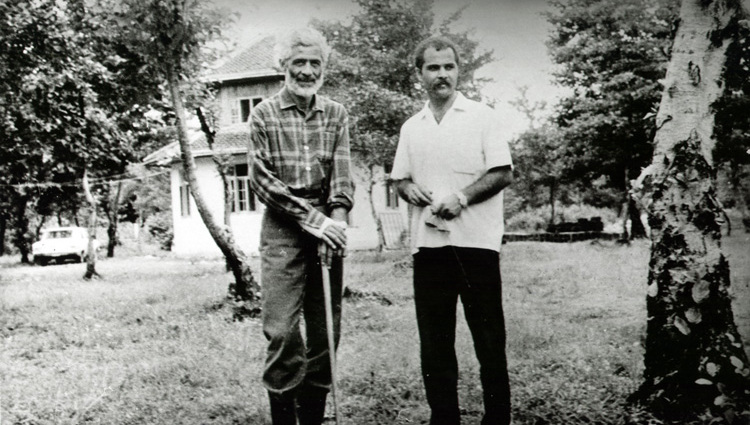
مصطفی شعاعیان در کنار جلال آل احمد، اسالم خلخال

او با تشکیل یک گروه مسلحانه در سال ۱۳۵۰ ناگزیر به ترک تدریس و ورود به زندگی مخفی شد. در سال ۱۳۵۱ با فاش شدن طرح عملیاتی ذوب آهن اصفهان فراری شد. در همین سال با گروه نادر شایگان شام‌اسبی آشنا شد. نادر شایگان که پیش از آن با لنینیسم برخورد انتقادی کرده و آن را مردود دانسته بود، پس از مطالعه و پذیرش خطوط نظری کتاب انقلاب با گروه او مشترکاً «جبهه دموکراتیک خلق» را تشکیل داد که نامی درون سازمانی بود.
پس از کشف آزمایشگاه نظامیِ گروه نادر شایگان، حسن رومینا و نادر عطایی توسط ساواک کشته شده، عده دیگری از اعضاء نظیر بهزاد نبوی نیز دستگیر شدند. در خرداد ۱۳۵۲ او به همراه بقایای اعضای «جبهه دموکراتیک خلق» از جمله مرضیه احمدی اسکویی، صبا بیژن‌زاده و صدیقه صرافت به چریک‌های فدایی خلق پیوست. آن‌ها به دلیل اصرارهای شعاعیان به بحث و گفتگو پیرامون تئوری‌هایی که در کتاب انقلاب مطرح کرده بود، او و فاطمه سعیدی را به مشهد فرستاده، تحت رهبری نفر دوم فداییان یعنی علی‌اکبر جعفری قرار دادند. پس از مدتی درگیری فکری و مکتوب چندصد صفحه‌ای (بحث پیرامون انقلاب) بین او و حمید مؤمنی که در آن‌زمان مهم‌ترین کادر تئوریک چریک‌ها به‌شمار می‌آمد، فداییان تصمیم گرفتند تا شعاعیان، ابتدا فرزندان فاطمه سعیدی (دانه و جوانه) که تازه دستگیر شده بود را به مرکزیت شعاعیان تحویل دهد، تا در خلال این نقل و انتقال دربارهٔ او تصمیم‌گیری کنند. او ناچار به تهران بازگشت اما در همان چند دیدار اول متوجه شد که دیگر نمی‌تواند با آن‌ها باشد بنابراین از فداییان خلق جدا شد تا بتواند گروه خود را از نو سامان دهد.
عدم موفقیت او در امر سازماندهی گروه‌اش (موسوم به جبهه دموکراتیک خلق) و مهم‌تر از همه تابوشکنی وی در سنت چپ ایران، از جمله دلایلی هستند که خواه‌ناخواه موجب شدند که بر خلاف دیگر تئوریسین‌های جنبش چپ و چریکی (از تقی ارانی، احسان طبری و خلیل ملکی گرفته تا امیرپرویز پویان، مسعود احمدزاده و بیژن جزنی)، بعدها هیچ گروه و سازمان سیاسی خود را میراث‌دار آرا و اندیشه‌های شعاعیان نداند.
بخش عمده‌ای از اختلاف فکری او با فدائیان ناشی از رویکردهای استالینیستی حاکم بر این سازمان بود به‌طوری‌که شعاعیان در آخرین دیدارش با رهبر افسانه‌ای فدائیان، وقتی اشرف به او می‌گوید: «ببین رفیق! جنبش سخت ناتوان است. بگذار تا اندازه‌ای رشد کنیم و نیرو بگیریم، آنگاه خوب، هرکس هر نظری داشته باشد، آزاد است که بگوید.» چنین پاسخ می‌دهد: «رفیق جون! سازمانی که به هنگام ناتوانی از پخش اندیشه‌ای جلو می‌گیرد، به هنگام توانایی، آن مغزی را می‌ترکاند که بخواهد اندیشه‌ای کند سوای آنچه سازمان دیکته می‌کند!»

## اندیشه‌های شعاعیان

تصویر پشت جلد جزوه جنگِ سازش که در سال ۱۳۵۵ منتشر شد

شعاعیان از منتقدین برجسته اندیشه‌های لنینیستی در پیش از انقلاب ۱۳۵۷ بود. او معتقد بود بدون در نظر داشتن دموکراسی و پلورالیسم انتقادی، سوسیالیسم لنینی به شکست و استالینیسم می‌انجامد. وی در کتاب‌هایش از جمله کتاب انقلاب، اختلافات خود را با مارکسیسم توده ای‌ها و فداییان خلق بیان کرده است. شعاعیان در نخستین صفحات کتاب «انقلاب» با پیش‌فرض قرار دادن این گزاره که: «دوری از کمونیسم و درغلتیدن به اردوگاه دشمن طبقه کارگر، نتیجه گریزناپذیر ره‌پویی در بن‌بستی است که لنینیسم خوانده می‌شود.» موضع انتقادی خود را مشخص می‌کند: لنینیسم به‌شکلی بنیادین انحراف از آموزه‌های مارکس است.
او دربارهٔ علاقه اش به مارکسیسم می‌گوید:"با گذشت باز هم بیشتر زمان از روی کودتای انگلیس-ارتجاع-آمریکا و اندک مطالعه‌ای که پیگیری می‌کردم، رفته رفته به سوی مارکسیسم کشیده شدم؛ ولی چگونه برای من مقدور بود که به گوهر مارکسیسم و ارزش‌های تاریخی، فلسفی و اخلاقی و دیدگاه‌های جهانی آن، بگونه‌ای زنده و ریشه‌ای پی‌ببرم؟"
در کتاب «انقلاب»، واژه «لنینیسم» معنایی استعاری دارد چنان‌که در بازخوانی این کتاب شعاعیان می‌توان دریافت که مقصود او از «لنینیسم» بیش از هر رویکردی گرایش‌های ناسیونالیستی در تفکر سوسیالیستی است. با این توضیح کلی که او با پارادایم شدن یا به قول خودش با «صفت گردیدن لنینیسم» سر ناسازگاری دارد.
شعاعیان در نخستین صفحات کتاب «انقلاب» با پیش‌فرض قرار دادن این گزاره که: «دوری از کمونیسم و درغلتیدن به اردوگاه دشمن طبقه کارگر، نتیجه گریزناپذیر ره‌پویی در بن‌بستی است که لنینیسم خوانده می‌شود.» موضع انتقادی خود را مشخص می‌کند: لنینیسم به‌شکلی بنیادین انحراف از آموزه‌های مارکس است.
او از طریق تحقیقاتی که طبق قراردادهای کوتاه مدت برای مؤسسه تحقیقات اجتماعی به ریاست احسان نراقی انجام می‌داد، موفق به سفر به مناطق مختلف ایران شد تا خود را بیشتر با زندگی مردم عادی آشنا کند. از جمله کسانی که در این دوران با آنان آشنا شد و در مورد مسائل ایران بحث کرد کرامت‌الله دانشیان، خلیل ملکی و جلال آل‌احمد بود. او در نیمه دوم مردادماه ۱۳۴۸ برای دیدار با آل‌احمد به اسالم رفت و عکسی با او گرفت که در چند کتاب مختلف به چاپ رسیده است.

## کشته شدن
مصطفی شعاعیان به هنگامی که در حال تدارک ارسال مجموعه نوشته‌هایش برای مزدک بود، در ساعت ۶ صبح روز پنجشنبه ۱۶ بهمن ۱۳۵۴، ۵ فوریهٔ ۱۹۷۶ (یک ماه پس از یورش پلیس آلمان و دستگیری اشرف دهقانی و ضبط اسناد مراودات او با درون کشور) در خیابان استخر مورد سوء ظن یک مأمور شهربانی به نام پاسبان یونسی قرار گرفت و پس از یک مقابله مسلحانه با فشردن دندان بر یک کپسول سیانور که زیر زبان داشت به زندگی خود خاتمه داد تا ساواک او را دستگیر نکند. پس از انقلاب پاسبان یونسی که ظاهراً نخستین تیر را بر او انداخته بود، دستگیر و اعدام شد.
عبدی کلانتری گفته است که او در درگیری مسلحانه با پلیس کشته شده است، ولی ماهرویان تأکید کرده که او با قرص سیانور خودکشی کرد. برخی علت تسویه شعاعیان و همچنین ناپدید شدن منوچهر حامدی، دبیر پیشین کنفدراسیون دانشجویان ایرانی در خارج از کشور و عضو قدیمی جبهه ملی ایران، و پرویز صدری اختلافات این سه نفر با گروه فداییان خلق می‌دانند. چند نفر از زندانیان سیاسی نزدیک به او از جمله بهزاد نبوی و مرتضی ثاقب‌فر را به سر جنازه وی بردند تا هویت شعاعیان را تأیید کنند. او در قطعه ۳۹ بهشت زهرای تهران در کنار قبر حمید اشرف به خاک سپرده شده است.

## شعر
شعاعیان گاهی شعر هم می‌گفته است. قطعه شعر زیر برای اولین بار در شماره ۱ سال ۲۴ مجله جهان نو با نام بازجویی منتشر شده است.
که سیاه است شب
اما
که هنوز اول یلدا و زمستان است.
اما
که فروریخته از شاخه و ساق
برگ‌ها زرد و خموش
اما
پس کنون باز چه خواهی گفت؟
باز با این‌همه گویم:
اما
باز با این‌همه گویم
اما

## آثار
- هشت نامه به چریک‌های فدایی خلق: نقد یک منش فکری؛ به کوشش خسرو شاکری
- جنگِ سازش در فلسطین: سازش دولت‌های عرب با صهیونیسم
- دربارهٔ روشنفکر؛ یک بحث قلمی (با حمید مؤمنی)؛ به کوشش ناصر پاکدامن
- نگاهی به روابط شوروی و نهضت انقلابی جنگل
- انقلاب (شورش)
- نظری به خلع سلاح عمومی (این کتاب توسط انتشارات لحظه در سال ۱۳۹۸ در ایران به چاپ رسیده است)
- پاسخ‌های نسنجیده به قدم‌های سنجیده
- چند نگاه شتاب‌زده
- انقلاب: بنیادها (این کتاب توسط انتشارات لحظه در سال ۱۳۹۹ در ایران به چاپ رسیده است)
- انقلاب: خرده‌گیری‌ها
- انقلاب: شده‌ها
- دست کم انتقاد مارکسیستی را نکشیم